# 헤비타촌
헤비타촌(蛇田村)은 1954년까지 미야기현 오시카군 북서부에 있던 촌이다. 

## 역사
- 1666년 - 이시노마키주쿠 쪽에서 농민이 이주하였다.
- 1868년 - 센다이 번에서 다카사키 번의 지배하에 있다.
- 1872년 - 모모이현, 이시노마키현, 도메현, 센다이현을 거쳐 미야기현 소속이 되었다.
- 1889년 4월 1일 - 정촌제 시행에 수반해 헤비타촌 단독으로 촌제를 시행하였다.
- 1933년 - 일부를 이시노마키시에 편입하였다.
- 1953년 - 모노군 가노마타촌과의 경계 조정을 변경하였다.
- 1955년 1월 1일 - 이시노마키시에 편입하였다.

## 교통

### 철도
- 일본국유철도 센세키선

## 유명 출신인
- 기타하라 코야 (작가)
- 후세 다쓰지 (변호사)
- 사이토 마사미 (정치인)

## 참고서적
- 『미야기현 정촌 합병지』(미야기현 지방과, 1958)